# August (książę Saksonii-Merseburga-Zörbig)
August (ur. 15 lutego 1655 w Merseburgu, zm. 27 marca 1715 w Zörbig)  – książę Saksonii-Merseburga-Zörbig. Pochodził z rodu Wettynów.
August był synem Christiana I i Chrystiany z Szlezwika-Holsztynu-Sonderburga-Glücksburga. 1 grudnia 1686 ożenił się z Jadwigą Meklemburską-Güstrow (1666-1735), córką Gustawa Adolfa księcia Meklemburgii-Güstrow i Magdaleny ze Szlezwiku-Holsztynu-Gottorf.

## Potomstwo
- Christiane Magdalene z Saksonii-Zorbig (ur. 11 marca 1687, zm. 21 marca 1689)
- córka urodzona  martwa (ur.zm. 30 grudnia 1689)
- Karolina Augusta z Saksonii-Zorbig (ur. 10 marca 1691, zm. 23 września 1743)
- Jadwiga Eleonora z Saksonii-Zorbig (ur. 26 lutego 1693, zm. 31 sierpnia 1693)
- Gustaw Fryderyk z Saksonii-Zorbig (ur. 28 października 1694, zm. 24 maja 1695)
- August z Saksonii-Zorbig (ur. 26 lutego 1696, zm. 26 marca 1696)[1]